# Barekamawan
Barekamawan – wieś w Armenii, w prowincji Tawusz. W 2011 roku liczyła 345 mieszkańców.